# Щ-210
«Щ-210» — советская дизель-электрическая торпедная подводная лодка времён Второй мировой войны, принадлежит к серии X проекта Щ — «Щука».

## История корабля
Лодка была заложена 3 июня 1934 года на заводе № 200 «имени 61 коммунара» в Николаеве (заводской номер 1038), спущена на воду 13 марта 1936 года, 31 декабря 1936 года вступила в строй, 9 марта 1937 года вошла в состав Черноморского флота.
На начало Великой Отечественной войны «Щ-210» входила в 3-й дивизион 1-й бригады подводных лодок, базировавшийся в Севастополе, числилась в 1-й линии кораблей.
В годы войны «Щ-210» совершила 5 боевых походов, совершила одну торпедную атаку, однако торпеда, выпущенная с расстояния в 5 кабельтовых по немецкому танкеру «Ле Прогресс», взорвалась, не дойдя до цели.
12 марта 1942 года «Щ-210» ушла в боевой поход, из которого не вернулась. Причина и место гибели долгое время оставались неизвестными. Предположительной причиной называлась атака авиацией при переходе на позицию.
Летом 1983 года обнаруженный на дне в 4 милях восточнее мыса Шаблер в районе с координатами 43°33′04″ с. ш. 28°43′25″ в. д. остов «Щуки» серии X опознали как Щ-210, так как в том районе других погибших лодок этой серии не было. В 1987 году было произведено подводное обследование остова лодки. Обнаруженная пробоина имела небольшой размер, что позволило считать причиной гибели лодки подрыв на немецкой противолодочной мине UMA из заграждения S-15, которое было выставлено румынским заградителем «Амирал Мурджеску» в декабре 1941 года.

## Командиры
- … — июнь 1941 — 25 сентября 1941 — Г. А. Михайлов
- 25 сентября 1941 — март 1942 — И. Л. Зельбст